# Tống Bạch Thủy
Tống Bạch Thủy (sinh năm 1980 tại Ô Môn, Cần Thơ) là một cựu siêu mẫu, diễn viên người Việt Nam. Cô là một trong số những người mẫu thành công và đình đám nhất Việt Nam giai đoạn nửa đầu thập niên 2000, là mẫu Việt duy nhất từng trình diễn tại 18 quốc gia trên bốn châu lục khác nhau. Cô góp mặt trong nhiều sự kiện thời trang lớn như Nuit Blanche ở Paris, Expo Aichi ở Nagoya, Nhật Bản, biểu diễn trong lần Thủ tướng Phan Văn Khải sang thăm Hoa Kỳ ở New York, giới thiệu văn hóa Việt Nam tại San Francisco, Duyên dáng Việt Nam ở Australia, tuần lễ giao lưu Việt Nam - Italy tại Roma. 
Cuối năm 2006, cô giải nghệ và chính thức rút lui khỏi làng thời trang Việt Nam.

## Phim đã tham gia

### Đồng thoại
- Sự tích trầu cau (Cổ tích Việt Nam 16, 2004)

### Điện ảnh và truyền hình
- Một thẻo nhân tình (2004) – vai Lành
- Ngọn nến Hoàng cung (2004) – vai Jany
- Những cô gái chân dài (2004) – vai Hà

## Kịch đã tham gia
- Sống thử (2006)[4]
- Chuyến tàu đến thiên đường (2006)[5]